# Sigurd Orla-Jensen
Sigurd Orla-Jensen (28 novembre 1870 à Copenhague-24 juin 1949 au même endroit) est un chimiste, physiologiste de la fermentation et bactériologiste danois. En 1908, Orla-Jensen devient professeur de biochimie à l'Institut polytechnique de Copenhague, jusqu'en 1946. De 1926 à 1929, il est membre du Folketing.
Pour la postérité, il est mieux connu comme « l'homme qui a inventé les trous dans le fromage. » Il a en effet découvert le processus de fermentation du lait au cours duquel se forment les trous dans le fromage.
Orla-Jensen a été l'un des pionniers de la biotechnologie et le premier professeur de biochimie au Danemark. Il a rédigé de nombreuses thèses dans des revues spécialisées danoises et allemandes ainsi que dans les publications de l'Académie royale danoise des sciences et des lettres. Ses ouvrage Sur la bactériologie laitière (1912 et 1916) et Les Bactéries lactiques (1919) sont de la plus grande importance.
En 1893, Orla-Jensen devient cand. poly. et est devenu assistant d'ingénierie d'usine au laboratoire de la brasserie Carlsberg. Il étudie les produits laitiers au Collège d'agriculture et devient en 1895 directeur technique de la fonderie de suif de Copenhague. En 1896, il étudie la bactériologie laitière et entre au Laboratoire national de bactériologie de Berne. De 1902 à 1907, il est directeur de l'Institut suisse de recherches laitières à Berne, avant de retourner à Copenhague pour devenir professeur à l'Institut polytechnique.
Il est enterré au cimetière de Garnison, à Copenhague.

## Distinctions
- Chevalier de l'ordre de Dannebrog en1920, Dannebrogsman en 1929, commandeur de 2e classe en 1938 et de 1re classe en 1946
- Professeur honoraire à l'Institut des fermentations de Bruxelles
- Membre de nombreuses sociétés scientifiques étrangères
- Docteur honoris causa des universités de Syracuse et du Nouveau-Brunswick aux États-Unis
- 1932 : médaille Émile Chr. Hansen
- 1933 : membre de l'Académie royale danoise des sciences et des lettres
- 1937 : membre de l'Académie des Sciences Techniques

## Sources
- Biographie dans le lexique biographique danois, 3e édition